# Гай-Мошенка
Гай-Мошенка (укр. Гай-Мошенка) — село в Чернетчинской сельской общине Ахтырского района Сумской области Украины.
Код КОАТУУ — 5920384003. Население по переписи 2001 года составляет 144 человека.

## Географическое положение
Село Гай-Мошенка находится на берегу реки Криничная, которая через 4 км впадает в реку Ворскла.
Выше по течению на расстоянии в 1 км расположено село Кардашовка.
На расстоянии в 1 км находится село Михайленково.
К селу примыкают большие лесные массивы (сосна).